# Тюрин, Константин Михайлович
Константин Михайлович Тюрин (1905—1995) — красноармеец Рабоче-крестьянской Красной Армии, участник Великой Отечественной войны, Герой Советского Союза (1943).

## Биография
Константин Тюрин родился 2 ноября 1905 года в Симбирске. После окончания четырёх классов школы работал землекопом. В 1942 году Тюрин был призван на службу в Рабоче-крестьянскую Красную Армию. С сентября того же года — на фронтах Великой Отечественной войны.
К сентябрю 1943 года красноармеец Константин Тюрин был разведчиком 1-го батальона 465-го стрелкового полка 167-й стрелковой дивизии 51-го стрелкового корпуса 38-й армии Воронежского фронта. Отличился во время битвы за Днепр. Во время боёв на подступах к Днепру Тюрин провёл разведку немецкой огневой системы, что способствовало успешному прорыву обороны противника. 30 сентября 1943 года он одним из первых переправился через Днепр в районе Вышгорода, провёл разведку немецкой обороны и принял активное участие в боях за захват и удержание плацдарма на западном берегу реки. 12 октября 1943 года Тюрин лично захватил важного «языка».
Указом Президиума Верховного Совета СССР от 13 ноября 1943 года за «успешное форсирование реки Днепр, прочное закрепление плацдарма на западном берегу реки Днепр и проявленные при этом отвагу и геройство» красноармеец Константин Тюрин был удостоен высокого звания Героя Советского Союза с вручением ордена Ленина и медали «Золотая Звезда» за номером 4230.
После окончания войны Тюрин был демобилизован. Проживал и работал в Ульяновске. Скончался 24 сентября 1995 года, похоронен на Северном кладбище Ульяновска.
Был также награждён орденом Отечественной войны 1-й степени и рядом медалей.

## Память
На доме, где жил Константин Михайлович (Улица Гончарова, д. 1), установлена мемориальная доска.